# Echinoaesalus timidus
Echinoaesalus timidus is een keversoort uit de familie vliegende herten (Lucanidae). De wetenschappelijke naam van de soort is voor het eerst geldig gepubliceerd in 1975 door Krikken.